# Diecezja Moulins
Diecezja Moulins (łac. Dioecesis Molinensis; fr. Diocèse de Moulins) – jedna z 75 diecezji obrządku łacińskiego w Kościele katolickim we Francji w regionie Owernia-Rodan-Alpy ze stolicą w Moulins. Ustanowiona diecezją 27 lipca 1817 bullą papieską przez Piusa VII. Biskupstwo jest sufraganią archidiecezji Clermont.